# Grand-Verly
Grand-Verly är en kommun i departementet Aisne i regionen Hauts-de-France i norra Frankrike. Kommunen ligger  i kantonen Wassigny som ligger i arrondissementet Vervins. År 2022 hade Grand-Verly 134 invånare.

## Befolkningsutveckling
Antalet invånare i kommunen Grand-Verly
Referens: INSEE